# Planowanie zdolności produkcyjnych
Planowanie zdolności produkcyjnych (również planowanie zapotrzebowania na zdolności produkcyjne, ang. Capacity Requirements Planning, CRP) – ustalanie, pomiar i dostosowywanie poziomu obciążenia zasobów do dysponowanych zdolności produkcyjnych w poszczególnych okresach czasowych.
Zwykle jest to realizowane jako bilans zestawiający ze sobą plan obciążenia maszyn i urządzeń produkcyjnych (wynikający ze szczegółowego planu produkcji – rozwinięcia algorytmu MRP) oraz dostępnych mocy produkcyjnych (wynikających z kalendarzy prac stanowisk). Bilans taki jest tworzony zwłaszcza dla stanowisk stanowiących wąskie gardło i jest prezentowany planiście produkcji w postaci wykresu na ekranie lub wydruku tabelarycznego przedstawiającego dla grupy stanowisk informacje o planowanym obciążeniu, dostępnych mocach i bilansie (różnicy poprzednich dwu kolumn) w poszczególnych okresach (zwykle w dniach).
W razie wystąpienia przeciążeń planista lub kierownik produkcji może podjąć decyzję o uzupełnieniu mocy produkcyjnych (np. zaplanowaniu pracy w godzinach nadliczbowych), przeplanowaniu produkcji lub rezygnacji z niektórych pozycji harmonogramu głównego (MPS), co w praktyce często oznacza odmowę realizacji niektórych zamówień klientów.
Niektóre nowoczesne systemy MRP II/ERP potrafią na bieżąco w trakcie obliczeń planu produkcyjnego wykonywać kolejkowanie, czyli bilansować obciążenia i w razie wystąpienia przeciążeń od razu dokonywać korekt planu, polegających na takim poustawianiu zadań, aby nigdy nie dochodziło do przeciążenia mocy produkcyjnych.
Planowanie zdolności produkcyjnych jest ważnym elementem systemów MRP II rozszerzającym klasyczny algorytm MRP, w którym planowanie zdolności było realizowane jedynie w postaci planowania zgrubnego na poziomie harmonogramu głównego produkcji (MPS).